# Święta Dennisa Rozrabiaki
Święta Dennisa Rozrabiaki (ang. Dennis the Menace Christmas; 2007) – film amerykańsko-kanadyjski.

## Fabuła
Dennis chcąc być dobrym chłopcem przed świętami Bożego Narodzenia organizuje plan by pomóc sąsiadowi w przygotowaniach. Plan Dennisa się nie powiódł więc sąsiad się wkurza i wyprasza go ze swojego domu. Wkrótce anioł Bob pomaga mu wybrać drogę pokoju z Dennisem. Więc kupuje wymarzony rower Dennisa oraz organizuje wymarzone święta małżonki.

## Obsada
- Maxwell Perry Cotton jako Dennis Mitchell
- Robert Wagner jako Pan George Wilson
- Louise Fletcher jako Pani Martha Wilson
- Godfrey jako Anioł Bob
- Isaac Durnford jako Jack Bratcher
- Kim Schraner jako Alice Mitchell
- George Newbern jako Henry Mitchell
- Jake Beale jako Joey
- China Anne McClain jako Margaret
- Heidi Hayes jako Gina
- Marie Matiko jako Pani Walsh-Mellman
- Jack Noseworthy jako David Bratcher
- Richard Dumont jako Pan Peeves
- Michael Lerner jako Pan Souse
- Jane Gilchrist jako Stuffy Woman
- Russell Yuen jako Policjant #1
- Donny Quinn jako Policjant #2
- Elliott Larson jako Georgie
- Walter Massey jako Wilbur Newman
- Matthew Comeau jako chłopak
- Mason Vale Cotton jako chłopak
- Richard Notkin jako stary Dennis